# Kanchakarawadi, Raybag
Kanchakarawadi là một làng thuộc tehsil Raybag, huyện Belgaum, bang Karnataka, Ấn Độ.